# Béla Spányi

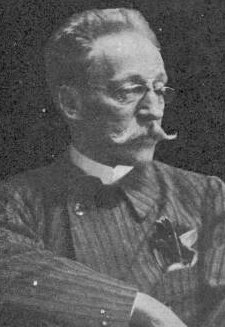
Béla Spányi

Béla K. Spányi, auch Adalbert Spányi (* 19. März 1852 in Pest; † 12. Juni 1914 in Budapest) war ein ungarischer Landschaftsmaler.

## Leben
Spányi war der Sohn eines Beamten. Er studierte Malerei an der Akademie der bildenden Künste Wien, Studienaufenthalte hielten ihn länger in München und Paris. Ab 1878 arbeitete er in Szolnok und blieb der dortigen Künstlerkolonie verbunden. Danach arbeitete er in Bodajk und war 1887 noch einmal längere Zeit in München. Spányi stellte auf Ausstellungen in der Kunsthalle Budapest aus. Als öffentliche Aufträge stattete er das Parlamentsgebäude in Budapest mit fünf Fresken aus und war als Mitarbeiter von Árpád Feszty als Künstler an der Erstellung des Feszty-Panoramas, heute in Ópusztaszer, beteiligt; 1892 bis 1894 arbeitete er an dem monumentalen Panorama Der Einzug der Ungarn. Weitere Bilder von ihm sind in der Ungarischen Nationalgalerie. Spányi arbeitete auch als Illustrator. Er wurde auf dem Kerepesi temető bestattet, wo sein Grabmal erhalten ist. Die Magyar Nemzeti Bank als ungarische Zentralbank gab zu seinem Gedenken zwei Münzen heraus.

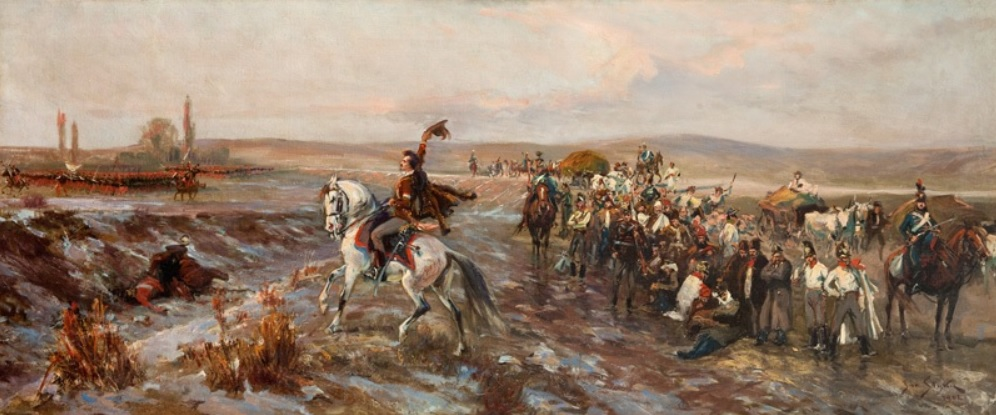
Fragment: Siebenbürgen-Panorama von 1897 (commons)

Im Jahr 1897 war er zudem an dem großen „Siebenbürgen-Panorama“ (auch Bem in Siebenbürgen genannt) war er beteiligt. Dieses Gemälde ist nur noch teilweise erhalten. Es wurde unter der Leitung des polnischen Malers Jan Styka im Rotundengebäude im Stryjskyj-Park in Lemberg angefertigt, wo zuvor im Jahr 1894 das Panorama von Racławice zu sehen war. Das „Siebenbürgen-Panorama“ zeigte die Eroberung von Sibiu am 11. März 1849 durch die Truppen des Generals Józef Bem.